# Igreja de São Tomé de Bitarães
Igreja de S. Tomé, ou Igreja Matriz de Bitarães, localiza-se em Bitarães, na freguesia e no Município de Paredes.
A Igreja Paroquial de S. Tomé foi mandada construir no séc. XII por D. Mafalda e reconstruida em 1751 [carece de fontes?], pois a antiga estava em ruínas.
Esta igreja está classificada como Imóvel de Interesse Público (IIP) desde 1982.

## Descrição
A fachada principal possui um frontão semi-circular, rematado por dois plintos com uma urna e encimado por uma cruz, ladeada por dois campanários coroados por volutas. O portal principal está decorado com motivos curvilíneos, zoomórficos e fitomórficos, e é rematado por um pequeno frontão semi-circular interrompido, a partir do qual arranca um plinto circular, decorado com motivos florais, onde assenta o santo padroeiro. Um janelão rasga-se até ao tímpano decorado por festões verticais e ladeado por dois óculos circulares. Para além das pilastras nos cunhais, observa-se de cada lado, o arranque de uma pilastra, como que a definir o prolongamento do corpo do campanário. Os arcos, de volta perfeita, assentam em colunas com capitéis lavrados.
Esta igreja tem zona de proteção delimitada. Na nave localizam-se dois janelões retangulares, um de cada lado da igreja, assim como na capela-mor. Na nave ainda se localiza uma porta lateral, do lado direito.
O interior do templo é de uma beleza ímpar; é preciso algum tempo para apreciar a magnífica talha dourada do altar-mor.
Esta igreja tem cinco altares: o maior, que é o altar-mor, contém as imagens de S. Tomé e de Santo António, da esquerda para a direita, por baixo do sacrário existe a inscrição “INRI”, que são as iniciais de quatro palavras em latim, e que traduzidas para português significam: “Jesus Nazareno, Rei dos Judeus”, que era a inscrição do letreiro que estava pregado na cruz quando Jesus foi crucificado.
Depois, tem dois altares colaterais: o do Sagrado Coração de Jesus à esquerda do arco-cruzeiro, que possui a imagem dEste em tamanho natural protegida por uma redoma de vidro, e no cimo do altar contém desenhadas as Cinco Chagas de Jesus, e possui entre Estas e a imagem do Sagrado Coração de Jesus desenhado também em talha dourada o Sagrado Coração de Jesus, rodeado por seis anjinhos e por raios de luz, e de cada lado deste desenho tem dois anjos a apontar para ele, e o altar da Nossa Senhora da Conceição à direita do arco-cruzeiro, que contém a imagem dEsta guardada numa redoma de vidro, e ao pé as imagens de Nossa Senhora de Fátima e de Santa Teresinha, e por baixo destas um pequeno sacrário. No cimo deste altar possui desenhado em talha dourada o monograma da Virgem Maria, e entre este e a imagem da Senhora da Conceição tem ainda a Coroa de Nossa Senhora toda feita em ouro, tendo a apontar para esta um anjo, pelo que inicialmente seriam dois.
Possui ainda dois altares laterais: o de S. José, à direita, que possui a imagem deste santo e por baixo um presépio característico da escultura miniatural barroca protegido por vidro, e o de Nossa Senhora da Boa Morte, à esquerda, que tem a imagem de Nossa Senhora da Boa Morte (representa a Virgem Maria morta e deitada num caixão em forma de barco) protegida por vidro, e por cima desta encontra-se uma pintura sobre madeira que representa a Santíssima Trindade ladeada por duas imagens, sendo elas de Nossa Senhora de Lourdes e a outra de outro santo qualquer. No cimo deste altar existe ainda um brasão encimado por uma coroa todo feito em ouro.
Entre o altar de Nossa Senhora da Boa Morte e o do Sagrado Coração de Jesus situa-se a imagem de S. Sebastião e entre o altar da Nossa Senhora da Conceição e o de S. José situa-se a imagem do Menino Jesus, assim como duas pias de água benta, uma de cada lado da igreja, entre os altares colaterais e laterais. Todos os altares são de talha dourada sobre corpos brancos e os altares colaterais e laterais estão protegidos por grades em ferro pintadas de verde com um portão.
O teto enxadrezado é completamente preenchido por pinturas coloridas com cenas bíblicas (capela-mor) e imagens de apóstolos e santos (nave). Nas paredes laterais da nave existem suspensas quatro grandes telas que retratam a Boa Morte e o Juízo Final, à esquerda, e o Inferno e o Paraíso, à direita (estiveram presentes na exposição comemorativa do Grande Jubileu do ano 2000, na Alfândega do Porto) e também alguns confessionários (já desativados), sendo que à entrada da igreja existem uma pia batismal, encimada por uma tela que representa o Batismo de Jesus (à esquerda) e um confessionário (à direita), ambos desativados. A meio da nave existe um púlpito, todo trabalhado em talha dourada sobre corpos brancos, sendo que encontra desenhada neste em talha dourada uma Cruz de Cristo e o púlpito encontra-se suportado por um anjo esculpido em pedra. Acede-se ao púlpito por uma escada em pedra protegida por uma grade de madeira envernizada.
Por cima da entrada da igreja encontra-se o coro-alto, que possui um grande órgão, já degradado, mas que antes funcionava perfeitamente. O acesso ao coro-alto faz-se através de escadas interiores de madeira situadas no lado direito da igreja.
No cimo do arco cruzeiro existe um brasão muito antigo, todo ele esculpido em pedra, e que contém dois símbolos da Paixão de Cristo e um livro, encimados por uma pedra a partir da qual parte molhos de cordas. Este brasão foi descoberto aquando das obras do restauro do teto da igreja, pois estava entaipado por madeira. Penso que este brasão seria do abade de Bitarães, visto que um abade também era um nobre.
Na capela-mor existe uma sepultura rasa que passa despercebida, pois não tem valor artístico, mas vale pela lenda que a envolve. É atribuída ao primeiro abade de Bitarães, homem malvado, amigo de “calcar o povo”, pelo que ao morrer deixou expressa vontade de ser enterrado neste sítio para que o povo por sua vez não passasse sem o calcar.
Esta igreja contém duas sacristias, uma de cada lado da capela-mor. A que está à esquerda é pouco utilizada (percebe-se pela desorganização total), pelo que lá se guarda as bandeiras e opas das confrarias, bancos, armários e muito material religioso abandonado, entre ele a imagem do Senhor da Cana Verde (que representa Jesus quando estava preso), que deve o seu aspeto à falta de restauro. A sacristia da direita é a mais utilizada, pelo que nesta guarda-se as alfaias litúrgicas e as galhetas da água e do vinho (até existe uma fonte de pedra na sacristia que servia para encher a galheta de água), para além de outras coisas. Também existem, protegidas por uma porta de vidro e encostadas a uma parede, várias imagens, entre elas uma grande imagem de Cristo Crucificado, uma de Nossa Senhora das Dores, uma de Nossa Senhora de Fátima, outra do Menino Jesus de Praga, outra do Sagrado Coração de Jesus (proveniente da Capela dos Chãos) e ainda outra de Santa Marta.
No exterior desta igreja localizam-se duas sepulturas em pedra, provenientes da igreja velha, já sem tampa e bastante antigas (visto a igreja velha ser do século XII, pelo que já não existe, porque quando se construiu a atual igreja, em 1751, a igreja velha foi demolida), que possuem a forma do corpo que guardavam. Localizam-se uma à direita e outra à esquerda da igreja encostadas às sacristias.
Nesta igreja realiza-se anualmente a festa de S. Tomé, padroeiro da paróquia de Bitarães, no domingo a seguir ao dia 3 de julho (dia de S. Tomé).